# Saint-Ouen-sur-Maire
Saint-Ouen-sur-Maire foi uma comuna francesa na região administrativa da Normandia, no departamento Orne. Estendia-se por uma área de 5,16 km². Em 2010 a comuna tinha 104 habitantes (densidade: 20,2 hab./km²).
Em 1 de janeiro de 2016, passou a formar parte da nova comuna de Écouché-les-Vallées.